# Клара Рів
Клара Рів (англ. Clara Reeve; 23 січня 1729 — 3 грудня 1807) — англійська письменниця, найбільш відома завдяки готичному роману «Староанглійський барон» (1777). Вона також написала новаторську історію художньої прози «Розвиток романтики» (1785). Її першою роботою був переклад з латинської мови, на той час незвичної для вивчення жінкою мови. Вона була майже майже сучасницею представниць інтелектуального жіночого гуртка, відомого як «дами у блакитних панчохах» із оточення Елізабет Монтегю.

## Життєпис

### Раннє життя
Клара Рів народилася в Іпсвічі, одна з восьми дітей преподобного Вільяма Ріва, ректора Фрестона та Кіртона, графство Саффолк, і постійного настоятеля церкви Святого Миколая, штат Іпсвіч. Її мати була дочкою Вільяма Смітіса, золотаря та ювеліра короля Георга I. Її братом був віце-адмірал Семюель Рів (бл. 1733—1803).
Рів описала свого батька та своє раннє життя в листі до друга:
Мій батько був старим вігом; від нього я навчилася всього, що знаю; він був моїм оракулом; він змушував мене читати парламентські дебати, поки сам курив люльку після вечері. Тоді я роззявляла рота і позіхала, але, сам того не підозрюючи, вони раз і назавжди закріпили мої принципи. Він змусив мене прочитати «Історію Англії» Рапена; інформація, яку вона давала, компенсувала її сухість. Я прочитала «Листи Катона» Тренчара і Гордона; я прочитала грецьку і римську історії, а також «Життєписи» Плутарха - і все це в тому віці, коли мало хто з людей обох статей може прочитати їхні імена.

### Кар'єра
Після смерті батька в 1755 році Рів деякий час жила з матір'ю та сестрами в Колчестері, а потім переїхала у власний будинок в Іпсвічі. Там її першим авторським твором був переклад з латини історичної алегорії «Аргеніда» Джона Барклая, який вона назвала «Фенікс» (1772). Вона була засмучена прийомом, який отримав її переклад, і пізніше написала: «Це була найкраща книга, яку я коли-небудь давала публіці, і найгірше прийнята».
За 33-річну кар'єру авторки Рів опублікувала принаймні 24 томи. Вони включали п'ять романів, з яких відомими стали лише «Чемпіон доброчесності» та «Староанглійський барон» (1777). Останній був написаний як наслідування «Замку Отранто» або як його суперник. Їх часто друкували разом. Перше видання під назвою «Староанглійський барон» було присвячено доньці Семюеля Річардсона, який, як кажуть, допоміг Рів переглянути та виправити його. Це мало помітний вплив на «Франкенштейна» Мері Шеллі (1818).
Рів також написала епістолярний роман «Школа для вдів» (1791), а потім «Плани освіти» (1792), у центрі уваги яких були проблеми жіночої освіти. Її новаторська історія художньої прози «Розвиток роману» (1785) може розглядатися як попередник сучасних історій роману. Вона, зокрема, підтримує традицію жіночої історії літератури, започатковану Елізабет Ров (1674—1737) та Сюзанною Добсон (померла 1795 року). Одна з історій твору, «Історія Чароби, королеви Єгипту», надихнула Волтера Севедж Лендора на написання його першого великого твору «Гебір» (1798).
Схоже, що Рів керувала своєю видавничою кар'єрою особисто, а не покладалася на своїх родичів, щоб мати справу з видавцями від її імені.

### Смерть
Рів вела усамітнене життя і залишила мало біографічних матеріалів. Вона померла в Іпсвічі і була похована, як і хотіла, на церковному подвір'ї церкви Святого Стефана, поруч зі своїм другом, преподобним Дербі.

### Вплив
Написаний у відповідь на «Замок Отранто» Волпола, «Давньоанглійський барон» справив значний вплив на розвиток готичної літератури, здобувши популярність жанру в університетах та серед широкого загалу читачів. У передмові до сучасного видання цей роман розглядається в контексті жіночого письменства кінця XVIII століття та історії готики. Генрієтта Моссе мала використати цю історію як модель для свого роману «Давньоірландський баронет» у 1808 році.
Хоча «Розвиток романтики» Ріва довгий час залишався поза увагою вчених, Гаррі Келлі назвав її «не лише піонерською історією та захистом „романтики“ від античності до середини XVIII століття, але й новаторською працею літературознавства жінки».

Внесок Рів в розвиток готичної художньої літератури можна продемонструвати принаймні з двох сторін. По-перше, це зміцнення готичної оповідної рамки як такої, що зосереджена на розширенні сфери уяви, щоб включити надприродне, але без втрати реалізму, який відзначає роман, який започаткував Волпол. По-друге, Рів також прагнула знайти відповідну формулу для забезпечення правдоподібності та послідовності вигадки. Вона відкидала певні аспекти стилю Волпола, такі як його схильність до гумору чи комедії, що зменшує здатність готичної казки викликати страх. У 1777 році Рів перерахувала надмірності Волпола:
Меч, настільки великий, що для його підняття потрібна сотня чоловіків; шолом, який власною вагою змушує пройти через двір в арочне склепіння, достатньо велике, щоб пройти людині; картина, яка виходить з рами; привид-скелет у каптурі відлюдника…
Хоча наступні готичні письменники не повністю прислухалися до емоційного реалізму Рів, вона встановила рамки, які утримують готичну фантастику в царині ймовірного. Це залишалося викликом для авторів і після публікації «Давньоанглійського барона». Поза своїм провидницьким контекстом надприродне часто ризикувало скотитися до абсурду.

## Праці
- Фенікс (1772), скорочений переклад «Аргеніса» Джона Барклая
- Чемпіон доброчесності (1777), перевиданий як Староанглійський барон (1778)
- Два наставники: сучасна історія (1783)
- Школа для вдів: роман (1785)
- Розвиток романтики (1785)
- Вигнанці, або Мемуари графа де Кронштадтського (1788)
- Плани освіти (1792)
- Мемуари сера Роджера де Кларендона (1793)
- Пункт призначення, або Спогади приватної родини (1799)
- Едвін, король Нортумберленду: історія сьомого століття (1802)

## Подальше читання
- Clara Reeve, from The History of Charoba, Queen of Ægypt. The Norton Anthology of English Literature. Процитовано 22 березня 2019.